# Settimo Nizzi
Settimo Nizzi (Olbia, 11 gennaio 1957) è un politico italiano, sindaco di Olbia dal 1997 al 2007 e nuovamente dal 2016.

## Biografia

### Elezione a sindaco di Olbia (1997, 2002)
Viene eletto sindaco di Olbia per la prima volta nel 1997 nelle liste di Forza Italia. Allo scadere del suo mandato, per le elezioni del 26 e 27 maggio 2002 viene nuovamente candidato per la guida del capoluogo ottenendo ancora una volta la poltrona di primo cittadino.

### Candidatura a consigliere (2007)
Nelle amministrative del 2007, dopo aver concluso il suo secondo mandato, Nizzi si candida stavolta come consigliere. Il sindaco della coalizione di centro-destra di cui Nizzi fa parte verrà eletto sindaco, anche grazie al successo elettorale dello stesso Nizzi che otterrà più di 2700 preferenze, risultando così il consigliere più votato.
In questo periodo quasi contro ogni previsione è eletto presidente del CIPNES il Consorzio Industriale Provinciale del Nord-Est Sardegna.

### Elezione a deputato (2008)
Dopo due anni da consigliere, il Popolo della Libertà decide di candidare nella circoscrizione XXVI, quella della Sardegna, anche Settimo Nizzi.
La coalizione guidata da Silvio Berlusconi vince le elezioni e riesce a ottenere anche in Sardegna un buon risultato conquistando la maggioranza dei voti e portando alla camera come -ironia della sorte- settimo candidato anche Nizzi (in realtà era il nono, è risultato settimo quando Gianfranco Fini e lo stesso Berlusconi hanno scelto altre circoscrizioni).

### Nuova candidatura a sindaco di Olbia (2011)
Settimo Nizzi si ricandida alla carica di primo cittadino per le elezioni comunali del 15 e 16 maggio 2011. Il suo principale sfidante è Gianni Giovannelli, sindaco uscente. Giovannelli si ricandida a sindaco sostenuto da una Coalizione composta principalmente da partiti del centro-sinistra: Pd, Sel, Idv, Polo per l'Italia (Fli, Api e parte dell'Udc), Upc e due liste civiche: Lista Civica per Olbia e Lista Pari Opportunità.
La campagna elettorale si connota subito per un'estrema durezza. A sostegno dei candidati sono intervenuti il Presidente del Consiglio Silvio Berlusconi per Nizzi e il segretario del Pd Pier Luigi Bersani per Giovannelli.
Nizzi totalizza il 43,24% dei consensi contro il 52,37% dell'avversario che viene eletto al primo turno.

### Elezione a deputato (2014)
Alle elezioni del 2013 viene candidato alla Camera dei Deputati in quarta posizione sempre nella circoscrizione Sardegna per la lista del PdL, ma risulta primo dei non eletti.
A seguito delle elezioni europee Salvatore Cicu, eletto europarlamentare, si dimette da deputato per incompatibilità permettendo a Nizzi di tornare alla Camera, dove si iscrive al gruppo di Forza Italia.

### Rielezione a sindaco di Olbia (2016)
Alle elezioni comunali del 2016 si ricandida a sindaco di Olbia con il sostegno di Forza Italia ed altre liste. Una parte della stessa Forza Italia decide di non appoggiarlo e, insieme a Fratelli d'Italia e ad altre liste di centrodestra, candida Vanni Sanna. Inoltre un altro gruppo di partiti riconducibili al centrodestra (tra cui "Unidos" di Mauro Pili e il Partito Sardo d'Azione) lancia Marco Balata. Il primo turno si chiude con Nizzi secondo (27,62%) preceduto dal candidato di centrosinistra Carlo Careddu (32,43%). Al secondo turno Nizzi riesce a far convergere sulla propria candidatura gli altri due candidati del centrodestra, pur senza apparentamenti ufficiali, e risulta eletto con il 50,71% dei voti.
Il 7 luglio 2016, in seguito alla sua elezione a sindaco, si dimette dalla carica di deputato, venendo sostituito da Bruno Murgia.

## Procedimenti giudiziari
Durante il secondo mandato al governo della città di Olbia, da due articoli riportati sui giornali regionali (La Nuova Sardegna e L'Unione Sarda) emergeva che vi potesse essere da parte del Sindaco di Olbia la volontà creare delle liste di proscrizione. Prima fra tutti, secondo i giornali, ad esservi coinvolta, Gabriella Palermo, sorella dell'allora segretario comunale del Partito Sardo d'Azione (partito in coalizione con Nizzi), che si è rivolta tramite missiva al consiglio dei ministri. I deputati Potenza e Pisicchio ripresero suddetti articoli e la missiva nella loro formulazione di un'interrogazione parlamentare al Presidente del Consiglio e al Ministro dell'Interno.
La Palermo si rivolse al tribunale di Tempio Pausania per ottenere che venisse dichiarata l'illegittimità dell'elezione a sindaco di Settimo Nizzi, ma il 23 gennaio 2004 il tribunale d'appello conferma la legittimità dell'elezione e dà torto alla ricorrente.
Nell'ottobre del 2011 in merito al licenziamento della Palermo, il Comune di Olbia viene condannato al pagamento degli stipendi arretrati e al reintegro del dipendente.